# ماهیچه (ریخته‌گری)

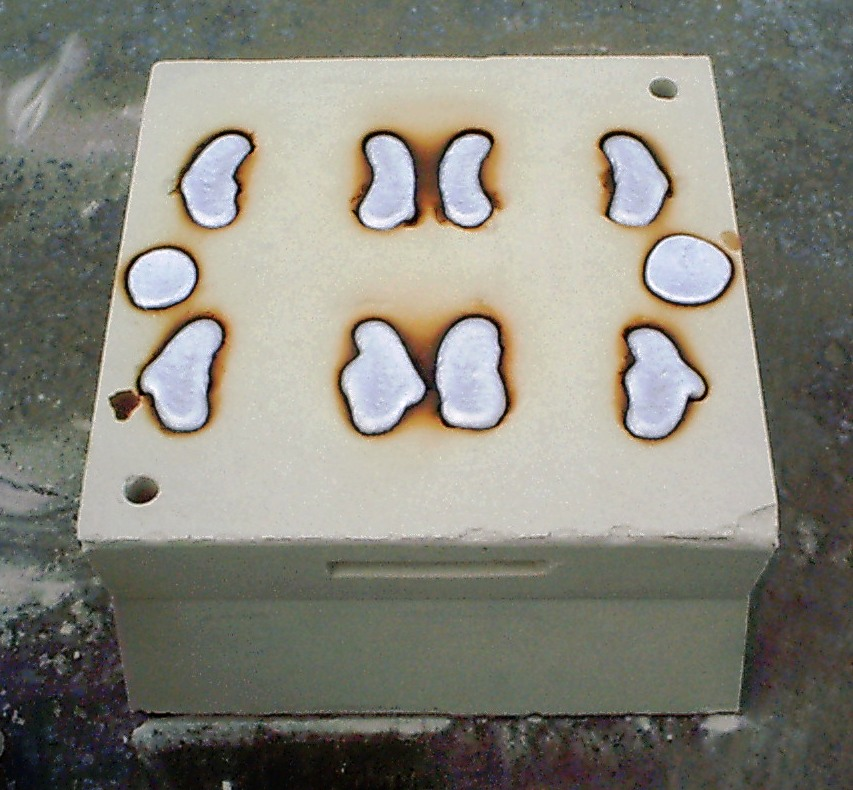

ماهیچه جزء مستقلی از یک قالب است که از استحکام کافی برخوردار می‌باشد و به منظور ایجاد قسمت‌هایی از قالب که شکل‌دهی آن‌ها از طریق قالب‌گیری مستقیم، مشکل یا امکان‌پذیر نیست، به کار می‌رود. ماهیچه‌ها ممکن است به منظورهای مختلفی در قالب مورد استفاده قرار گیرند. در قطعات توخالی، نقش ماهیچه‌ها ایجاد محفظه‌های داخلی اصلی در قطعه می‌باشد. در قطعاتی که زایده‌های خارجی آن‌ها در یک سطح قرار ندارند، از ماهیچه به جای قطعات آزاد مدل استفاده می‌شود. از موارد دیگر کاربرد ماهیچه‌ها، استفاده از آن‌ها برای ایجاد فرو رفتگی‌های عمیقی که خروج مدل از قالب مشکل است، می‌باشد. همچنین در قطعاتی با اشکال پیچیده و در مواردی که استحکام زیاد قالب مورد نظر باشد، از ماهیچه به عنوان قسمتی از قالب یا تمام آن استفاده می‌شود. علاوه بر موارد یاد شده، از ماهیچه‌ها می‌توان به عنوان بعضی از اجزای سیستم راه گاهی نیز استفاده نمود.

براساس نوع قالب و روش تولید، جنس ماهیچه‌ها، علاوه بر ماسه ماهیچه، ممکن است از مواد دیگری مانند فلز و سرامیک نیز انتخاب شود. از آن جایی که دستیابی پیچیده ترین شکل‌ها در قطعات ریخته‌گری، نیازمند قابلیت از هم پاشیدگی ماهیچه پس از پر شدن قالب از مذاب است، از این رو، در میان مواد ذکر شده، ماهیچه‌های فلزی که بیشتر در قالب‌های دایمی به کار می‌روند، از نظر شکل محدود می‌گردند. در ماهیچه‌های ماسه ای و برخی دیگر از مواد، چنین محدودیتی وجود ندارد و به همین دلیل برای ایجاد شکل‌های پیچیده، به‌طور وسیعی مورد استفاده قرار می‌گیرند. با توجه به این امر، این نوع ماهیچه‌ها به تفضیل مورد بررسی و مطالعه قرار گرفته‌اند.

## اجزای تشکیل دهندهٔ ماهیچه

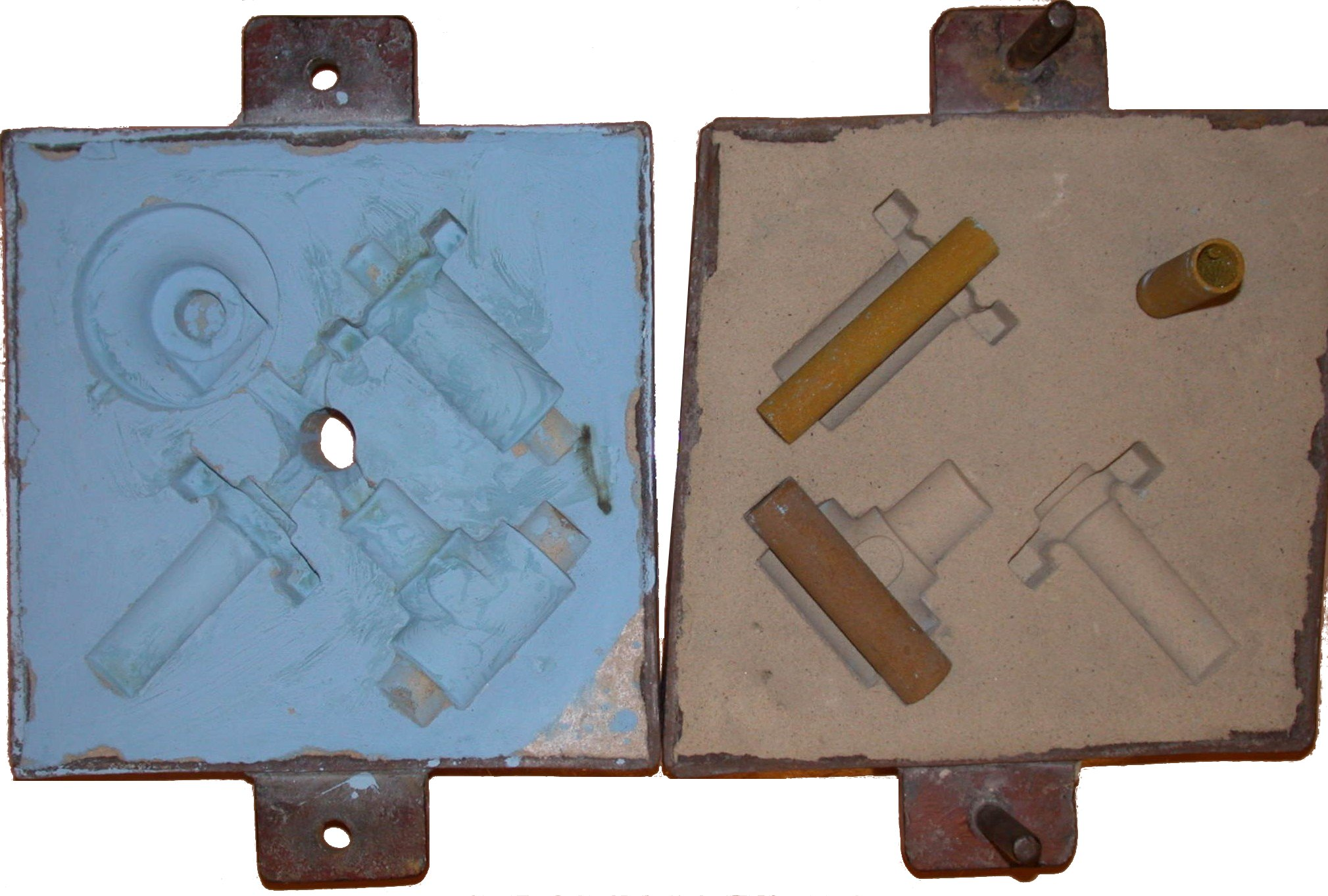

اغلب ماهیچه‌ها از مخلوط ماسه ماهیچه، شامل ذرات ماسه، چسب‌های آلی و مواد افزودنی برای هدف‌های خاص، ساخته می‌شوند. یک مخلوط ماسه ماهیچهٔ مطلوب باید دارای مشخصات و خواص معینی باشد. برخی از این مشخصات عبارتند از:
داشتن استحکام کافی در حالت تر و خشک، دیرگدازی، داشتن مقاومت کافی در مقابل فرسایش مذاب، برخورداری از کمترین تغییرات حجمی (انقباض و انبساط)، حداقل تولید گاز به هنگام تماس با مذاب، قابلیت از هم پاشیدگی خوب پس از انجماد مذاب و در نتیجه کاهش تنش‌های وارد به قطعه و همچنین سهولت خروج ماهیچه از قطعه به هنگام تخلیه.
به‌طور کلی تأمین چنین خواصی به مشخصات ذرات ماسه و چسب مصرفی بستگی دارد.

### ماسه
ماسه ماهیچه‌ها عموماً از نوع سیلیسی هستند ولی از ماسه‌های زیرکنی، اولیوینی، کرومیتی و شاموتی نیز  استفاده می‌شود. از ویژگی‌های بارز ماسه‌های مصرفی برای ساخت ماهیچه، شکل و اندازهٔ ذرات آن‌ها است، بدین گونه که استفاده از ذرات درشت و کروی شکل برای ساخت ماهیچه، به دلیل داشتن قابلیت نفوذ گاز بیشتر، ترجیح داده می‌شود. معمولاً ماسه ای که دارای بیش از پنج درصد خاک (ذرات ریز) باشد، به دلیل کاهش یافتن قابلیت از هم پاشیدگی آن، برای ساخت ماهیچه مناسب نیست. علاوه بر این، خواص دیگری از قبیل دیرگدازی، پایداری ابعادی و شیمیایی، قابلیت انتقال حرارت نیز از اهمیت زیادی برخوردار هستند.

### چسب
چسب‌های مورد استفاده در تهیه ماهیچه‌ها براساس روش ماهیچه سازی و خواصی مورد نیاز، دارای انواع مختلفی هستند و معمولاً به منظور دستیابی به خواصی مطلوب از چند تنوع چسب در ساخت ماهیچه‌ها استفاده می‌شود.
مشخصات و خواص یک ماهیچه به مقدار زیادی به نوع چسب مصرفی در آن بستگی دارد، از این رو چسب‌ها باید دارای مشخصات معینی باشند. برخی از این مشخصات عبارتند از:

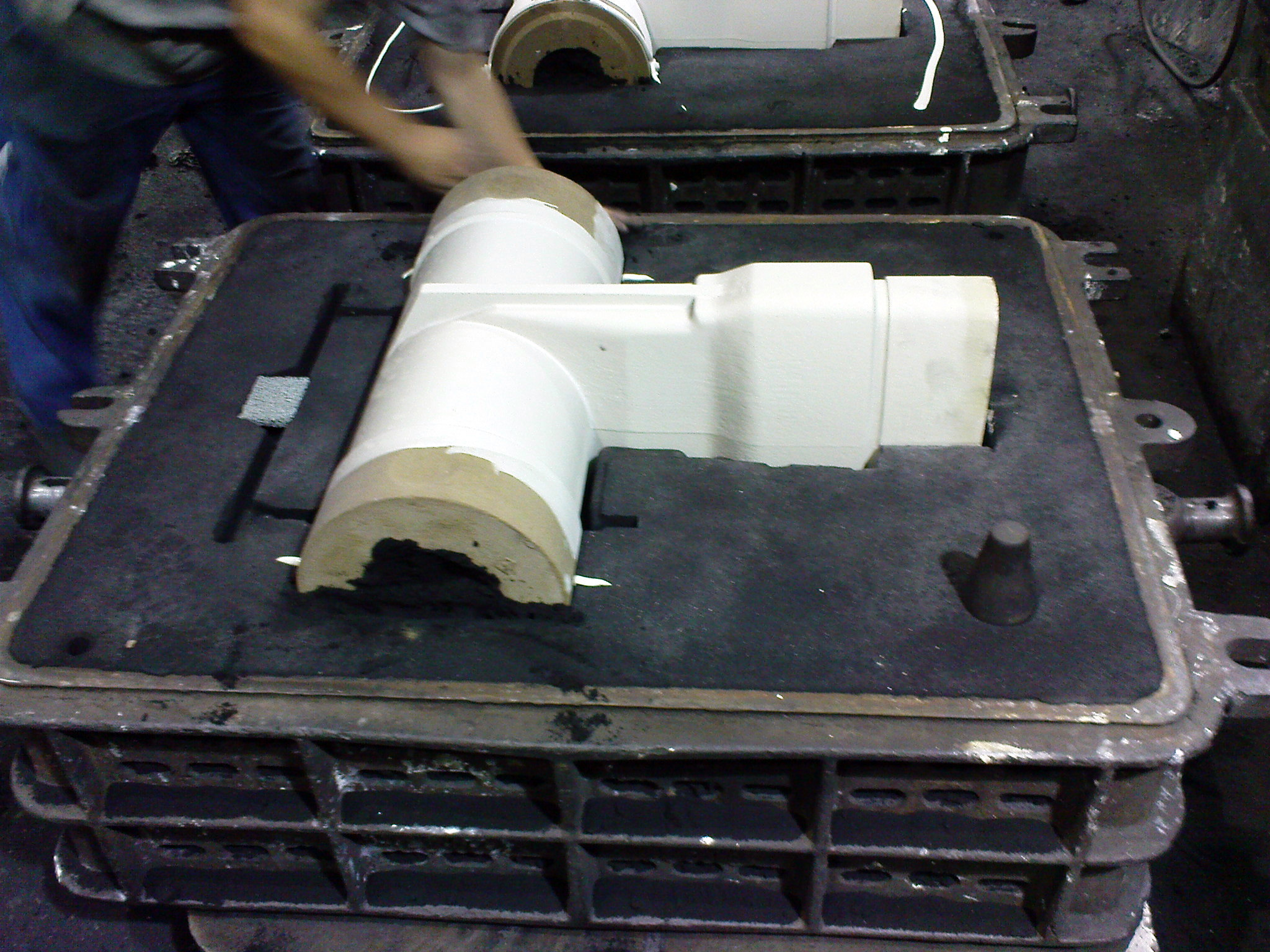

- تأمین استحکام کافی در حالت تر و خشک، با توجه به نوع، اندازه و وزن ماهیچه
- حداقل تولید گاز به هنگام تماس با مذاب
- حداقل جذب رطوبت
- عدم چسبندگی به جعبه ماهیچه و آلوده نکردن آن
- قابلیت از هم پاشیدگی خوب به هنگام انجماد مذاب برای جلوگیری از ایجاد تنش و ترک در قطعه ریخته‌گری
- حداقل جذب رطوبت
- قابلیت توزیع یکنواخت در مخلوط ماسه
- اقتصادی و به صرفه بودن
- حفظ نمودن شکل ماهچه به هنگام پخت آن

### مواد افزودنی

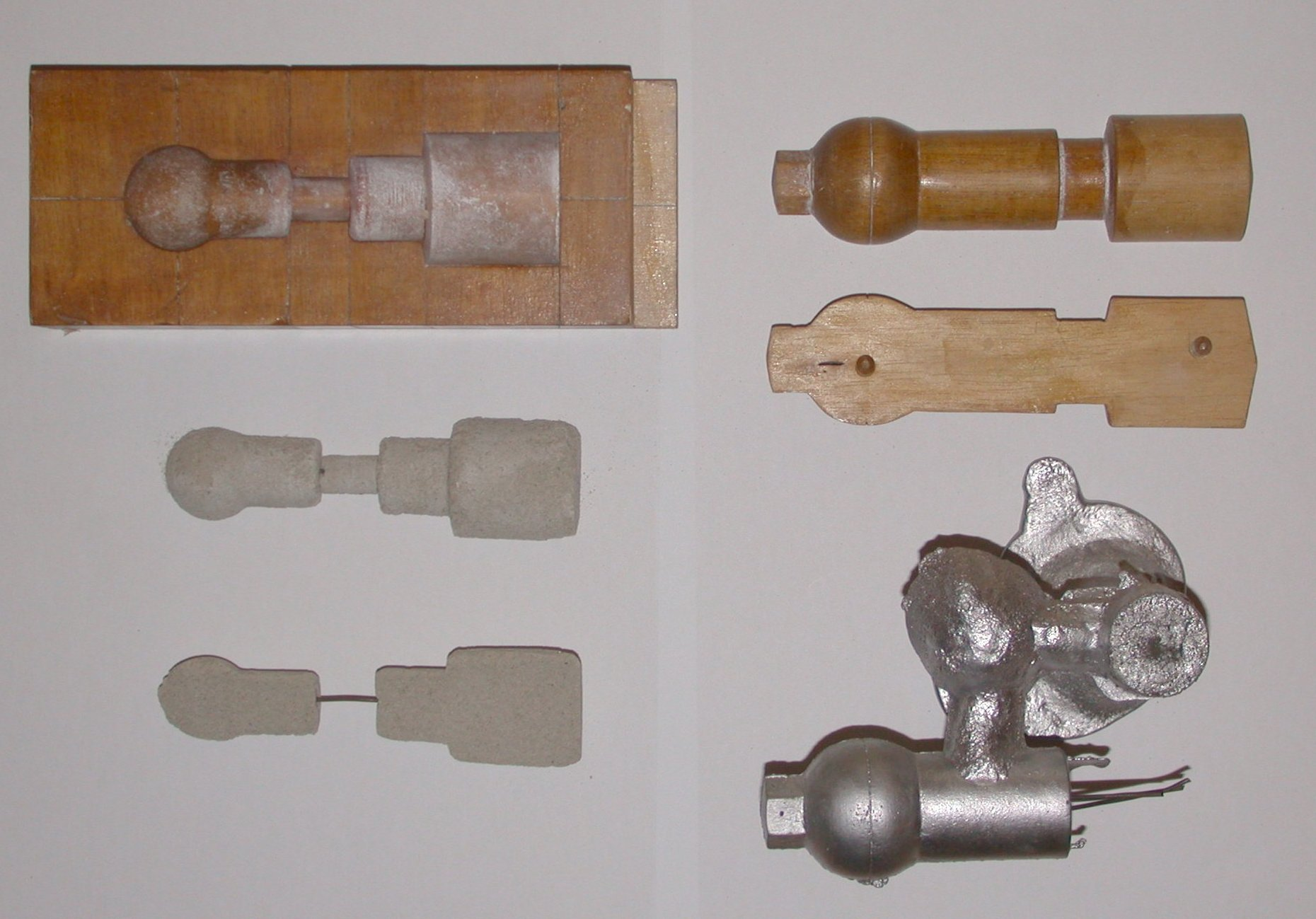

همان گونه که در مورد مخلوط ماسه قالب‌گیری توضیح داده شد، در مخلوط ماسه ماهیچه نیز، علاوه بر اجزای اصلی یعنی ماسه و چسب، از مواد افزودنی برای بالا بردن خواص عمومی مخلوط، استفاده به عمل می‌آید. حضور این مواد با توجه به شرایط کاربردی ماهیچه‌ها، به ویژه لزوم خواص مهمی همچون قابلیت نفوذ گاز و قابلیت از هم پاشیدگی آن‌ها، از اهمیت زیادی در مقایسه با مخلوط ماسه قالب‌گیری برخوردار است. مواد افزودنی معمولاً به منظور بهبود خواص ذکر شده عبارتند از: خاک اره، پودر زغال، قطران زغال سنگ و آرد حبوبات. قابل ذکر است که علاوه بر استفاده از مواد افزودنی، ممکن است اقداماتی نیز از نظر نحوه ساخت ماهیچه‌ها به منظور بهبود خواص آن‌ها صورت پذیرد. استفاده از رشته‌های نخ در قسمت میانی ماهیچه‌ها، قرار دادن لوله‌های مشبک فلزی در داخل ماهیچه‌ها ساختن ماهیچه‌ها به صورت پوسته ای (توخالی) و … از جمله روش‌هایی هستند که در این ارتباط مورد استفاده قرار می‌گیرند.

## روش‌های ماهیچه سازی

### روش دستی

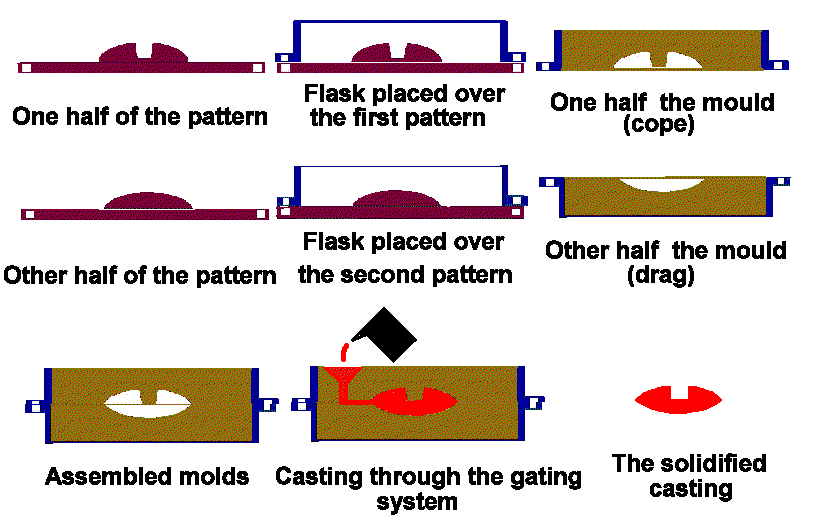

دراین روش که بیشتر به تهیه ماهیچه‌های کوچک و به تعداد کم اختصاص دارد تجهیزات مورد استفاده معمولاً یک میز کار، جعبه ماهیچه و صفحه ماهیچه می‌باشد. بر اساس نوع چسب مصرفی، در صورتی که ماهیچه به حرارت دادن (پختن) نیاز داشته باشد، به محل پخت یعنی به گرم خانه منتقل می‌گردد.

### روش ماشینی
روش‌های ماشینی متداول در ماهیچه سازی عبارتند از: ضربه ای، فشاری، ضربه ای فشاری، پرتابی و دمشی(Core blowing). اصول کار چهار روش اول همانند عملیات قالب‌گیری می‌باشد. با این تفاوت که به منظور ویژگی‌های خاص ماهیچه، یعنی سهولت خروج گاز و نیز قابلیت از هم پاشیدگی مطلوب معمولاً ضریب تراکم در مقایسه با قالب‌ها، کمتر است.

### روش سخت کردن ماهیچه‌ها

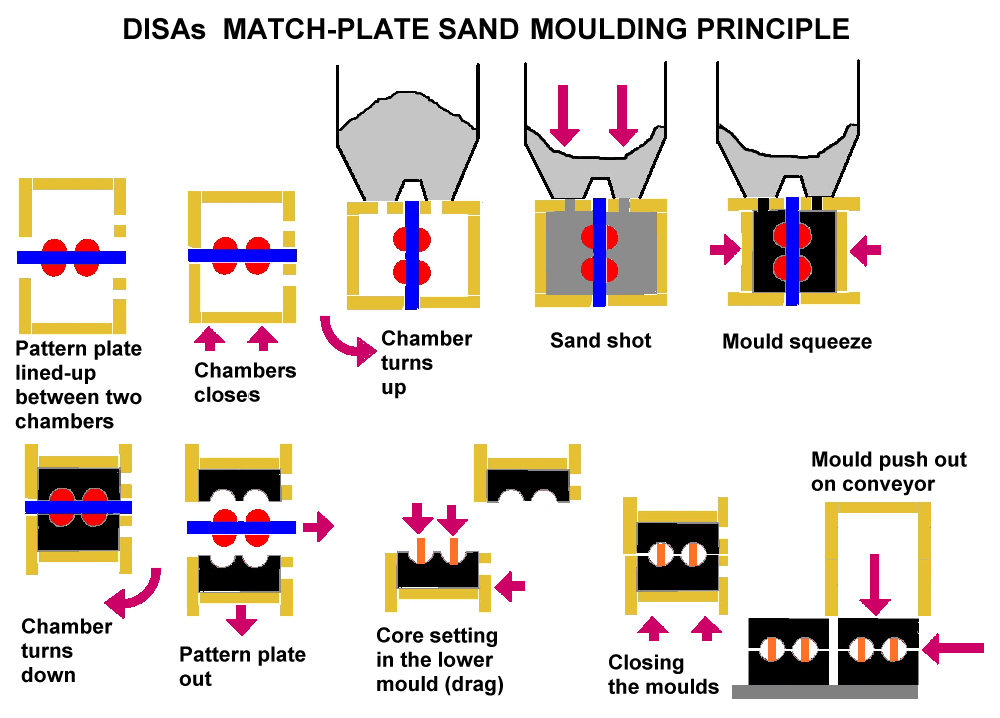

پس از تهیه ماهیچه‌ها، براساس نوع چسب مصرفی، عملیات مختلفی به منظور افزایش استحکام آن‌ها صورت می‌گیرد. این عملیات شامل گازدهی (در فرایند کربن دی‌اکسید) و حرارت دادن (پختن) در چسب‌های آلی می‌باشند. در ماهیچه سازی به روش کربن دی‌اکسید با عبور گاز کربن دی‌اکسید به داخل مخلوط ماسه، واکنشی با چسب مصرفی در این روش یعنی سیلیکات سدیم (آب شیشه) صورت می‌گیرد که در نتیجهٔ آن ماهیچه خودگیر و محکم می‌شود.
در صورتی که، چسب‌های مصرفی برای خودگیری و سخت شدن به حرارت نیاز داشته باشند، پس از شکل گرفتن مخلوط ماسه ماهیچه، بایستی آن را حرارت داد. براساس روش ساخت ماهیجه عمل حرارت دادن یا در گرم خانه‌های معینی صورت می‌گیرد یا اینکه جعبه ماهیچه خود مستقیماً به نوعی منبع حرارتی مجهز می‌باشد که در روش اخیر، روش جعبهٔ ماهیچهٔ گرم (Hot Box Cores)نامیده می‌شود. علاوه بر روش‌های مذکور، از روش دیگری تحت عنوان روش سرد (Cold Set) نیز برای ماهیچه سازی استفاده می‌شود که در آن یک سخت‌کننده مانند الکل فورفوریل به همراه یک کاتالیزور (معمولاً یک اسید) به اندازه معین به مخلوط ماسه اضافه می‌شود. مواد سخت‌کننده به سرعت در هوا عمل نموده و در طی آن ماهیچه از استحکام کافی برخوردار می‌گردد.

## جعبه ماهیچه

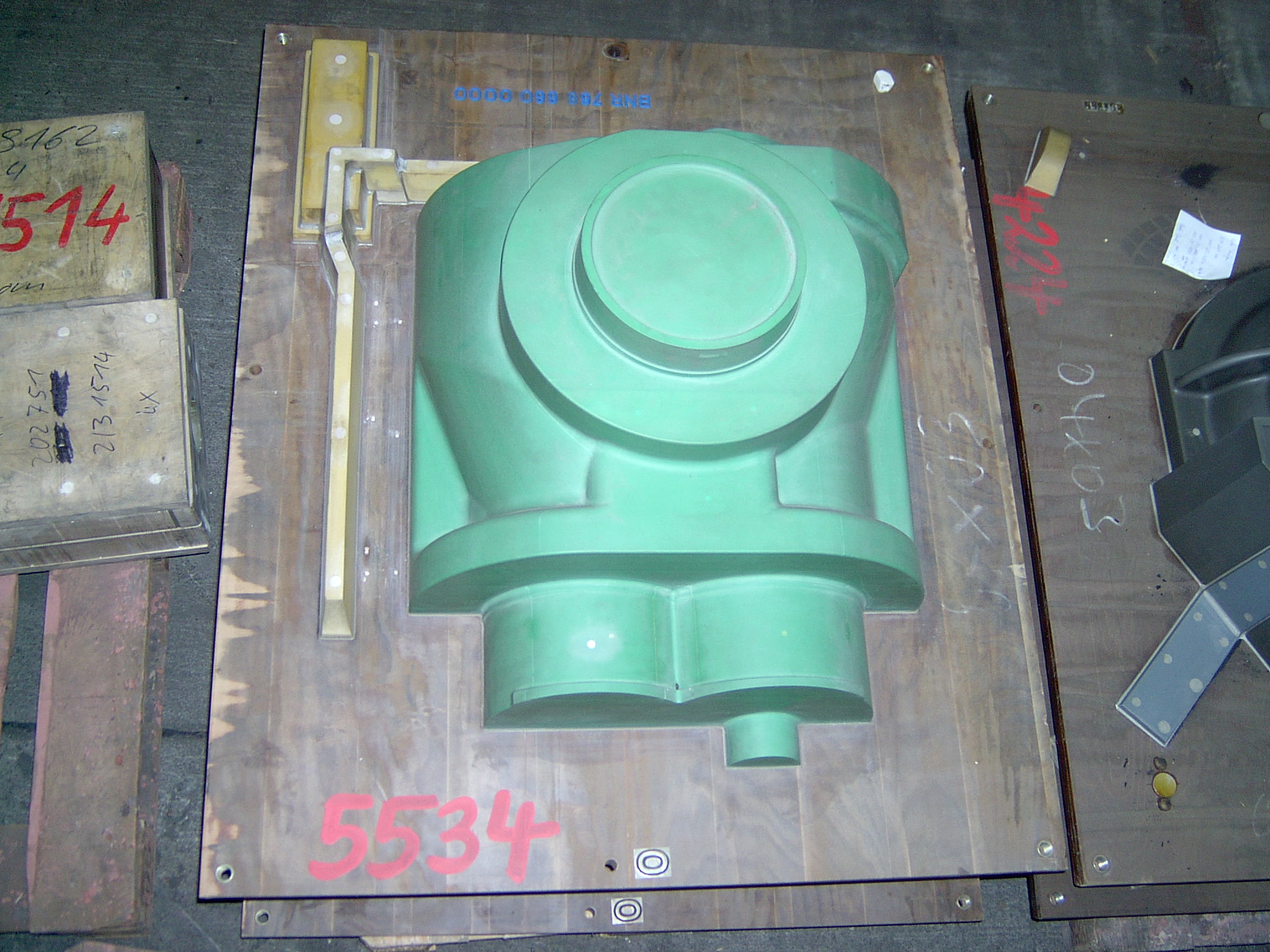

جعبه ماهیچه عبارت از قالبی است که به منظور تهیه ماهیچه مورد استفاده قرار می‌گیرد. جعبه ماهیچه‌ها معمولاً از دو قسمت تشکیل می‌شوند. قسمت اصلی ماهیجه که براساس شکل مورد نظر طراحی و محاسبه می‌گردد و تکیه گاه‌های ماهیچه که در واقع نگه دارندهٔ ماهیچه‌ها در داخل قالب هستند. جعبه ماهیچه‌ها نیز مانند مدل‌ها از چوب یا فلز و … ساخته می‌شوند. نوع چوبی معمولاً در روش دستی و به تعداد کم و نوع فلزی آن در روش‌های دستی به تعداد زیاد و ماشینی مورد استفاده قرار می‌گیرند. ساده‌ترین نوع جعبه ماهیچه‌ها، نوع روباز یا نیمه ای می‌باشد که ماهیچه‌هایی با سطوح تخت تولید می‌کند. در این جعبه ماهیچه‌ها، با قرار دادن صفحه ای تخت به روی جعبه و برگرداندن آن، ماهیجه مستقیماً از جعبه خارج می‌شود. بسیاری از ماهیچه‌ها به خاطر سهولت کار به صورت نیمه‌هایی جداگانه تهیه می‌شوند و سپس به هنگام جا گذاری در قالب به یکدیگر جفت می‌شوند. در جنین مواردی تنها از یک‌نیمه قالب (جعبه ماهیچه) استفاده می‌شود، در بعضی موارد، جعبه ماهیچه به صورت دو تکه که فصل مشترک آن عمود بر سطح افق است، تهیه می‌گردند. در این حالت، دو نیمه جعبه به‌طور جانبی از هم باز شده و ماهیجه بر روی صفحهٔ زیر جعبه ماهیچه باقی می‌ماند.
ماهیچه‌های یک تکه با سطوح غیر مسطح، معمولاً با استفاده از جعبه‌های دو تکه تهیه می‌شوند. در این جعبه ماهیچه‌ها برای اینکه بیرون کشیدن ماهیچه در جهت عمود بر ((فصل مشترک دو تکه جعبه ماهیچه)) امکان‌پذیر گردد، ابتدا یک‌نیمه از جعبه جدا می‌شود سپس ماهیچه تر مستقیم از نیمه ای که در آن جای دارد به روی یک بستر نگه دارنده از ماسه آزاد منتقل می‌گردد که البته این عمل در مورد ماهیچه‌هایی که به‌طور کامل یا جزئی در داخل جعبه ماهیجه سخت شده‌اند ضروری نمی‌باشد.